# معادلة نادال

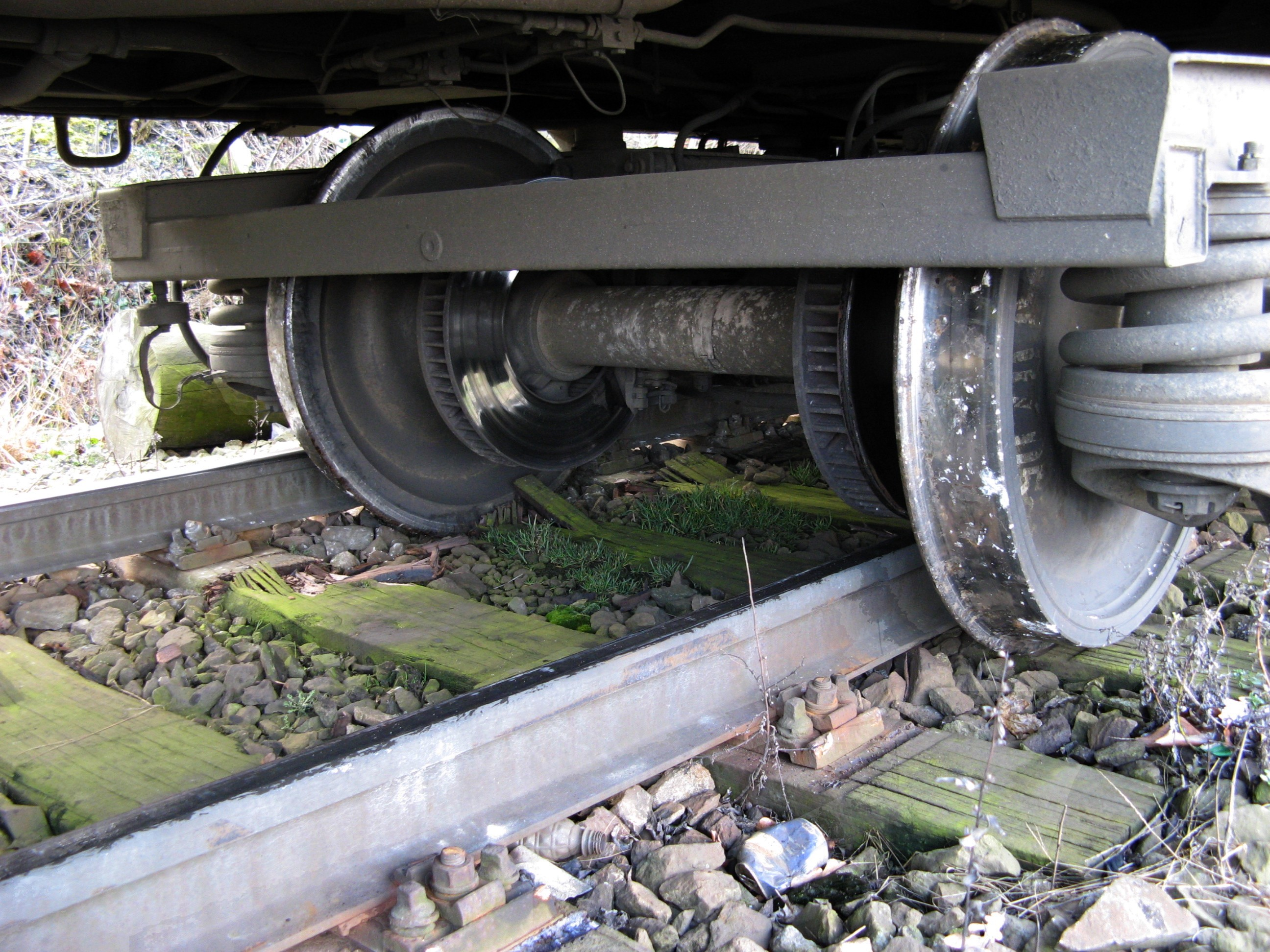

تُعد معادلة نادال، وتُعرف أيضًا بـ تركيبة نادال، هي معادلة في تصميم السكك الحديدية التي تربط القوة المنحدرة لأسفل التي تبذلها عجلات القطارعلى قضبان السكك الحديدية، بالقوة الجانبية لفلمنجات العجلة في مواجهة السكة الحديدية. تلك العلاقة المهمة في مجال تصميم السكك الحديدية والتي تُعرَف أو نتيجة لانزلاق العجلات، من الممكن أن تحدث إذا لم يتم حساب القوى الأفقية والرأسية بشكلٍ صحيح.
وتُمثَل معادلة نادال بالمعادلة التالية:
{\displaystyle \left({\frac {L}{V}}\right){=}\left({\frac {\tan(\delta )-\mu }{1+\mu *\tan(\delta )}}\right)}
تشير L وV في هذه المعادلة إلى القوى الأفقية والرأسية في بناء السكك الحديدية والعجلات، بينما تشيرδ إلى الزاوية المصنوعة عندما تتصل حافة العجلات بوجه السكة الحديدية، أما μ فهي معامل الاحتكاك بين العجلات والسكك الحديدية
وبشكلٍ نموذجي، يجب أن تكون حمولة المحاور الخاصة بعربات السكك الحديدية مُصمَمة بشكلٍ تكون فيه القوة الأفقية للعجلات المواجهة للسكة الحديدية لاتتجاوز نسبة 50% من القوة الانحدارية الرأسية للعربات. وبعبارةٍ أخرى، ينبغي أن تتضاعف القوة الانحدارية مرتين بقدر القوة التي تربط العجلات بالسكك الحديدية، كما أن هناك قوة جانبية أخرى من شأنها أن تتسبب في انحراف العجلات في المنعطفات. ويمكن إنجاز تلك النسبة عن طريق مطابقة أنظمة العجلات بصور السكك الحديدية المناسبة لتحقيق نسبة L/V المرجوة. فإذا ارتفعت نسبة L/V للغاية، فإن فلمنجات العجل ستقوم بالضغط على واجهة السكة الحديدية، وأثناء المرور بمنعطف، سيؤدي ذلك بدوره إلى انحراف العجلات عن وجه السكة الحديد، ومن الممكن أن يؤدي ذلك إلى عرقلة القطار.

## معادلة واجنر
تفترض معادلة نادال أن العجلات تبقى عمودية على السكك الحديدية لأنها لا تأخذ في الاعتبار اصطياد تذبذبات أنظمة العجلات، أوحركة نقطة اتصال فلمنجات العجلات في مواحهة السكك الحديدية.
وهناك معادلات أخرى متنوعة من معادلة نادال التي لا تأخذ هذه العوامل في عين الاعتبار ومن بينها معادلة واجنر. فعندما تنحرف أنظمة العجلات عن السكك الحديدية، لا تعود القوة الرأسية كحالها تمامًا، لكنها تعمل في زاوية رأسية β. وعندما تدخل هذه الزاوية في معادلة نادال تكون النتيجة معادلة واجنر.:
{\displaystyle \left({\frac {L}{V}}\right){=}\left({\frac {\tan(\delta )-\mu *\cos \beta }{(1+\mu *\tan(\delta ))*\cos \beta )}}\right)}
وعندما تصبح القوة الرأسية كذلك بالفعل (that is, β=0 and therefore cos(β)=1) تكون معادلة واجنر مساوية لمعادلة نادال.